# ریویا ایزومی
ریویا ایزومی (ژاپنی: 飯泉 涼矢؛ زادهٔ ۲۸ دسامبر ۱۹۹۵) یک بازیکن فوتبال اهل ژاپن است.
از باشگاه‌هایی که در آن بازی کرده‌است می‌توان به باشگاه فوتبال کاماتامار سان‌اوکی اشاره کرد.